# Croacia en la China Cup 2017
La selección de Croacia fue uno de los cuatro equipos participantes en la China Cup 2017, torneo que se jugó en la ciudad de Nanning (China) entre el 10 de enero y el 15 de enero de 2017.
El torneo fue auspiciado por la Asociación China de Fútbol, Wanda Sports Holdings, la Región Autónoma Zhuang de Guangx, Sports Bureau y el Gobierno Municipal de Nanning; y patrocinado por electrónica Gree.
La copa fue oficialmente organizada por la FIFA, y las selecciones invitadas aparte del elenco croata fueron: Chile equipo bicampeón de las Copa Américas 2015 y 2016, Islandia, equipo sorpresa de la Eurocopa 2016, y China como el anfitrión.
El formato del torneo constó en que los cuatro equipos participantes jugaron un cuadrangular de eliminación directa a partido único, formando dos parejas siendo estas las semifinales del torneo en que los derrotados jugaron por el tercer lugar y los ganadores se enfrentaron por el título en la final.
En las semifinales los locales enfrentaron a Islandia, mientras que Chile se midió con Croacia. Los ganadores de ambas llaves disputaron el partido decisivo en Nanning el 15 de enero, mientras que los perdedores jugaron el partido por el premio de consuelo el 14 de enero. En su primer partido ante la roja los croatas tuvieron que tratar de dar vuelta el cotejo luego de que el conjunto sudamericano se pusiera en ventaja a los 18 minutos con gol de César Pinares, teniendo que aunar esfuerzos para que finalmente en el segundo tiempo Franko Andrijašević convirtiera la paridad, al persistir la igualdad en los 90 minutos reglamentarios se tuvo que recurrir a la definición por penales para dirimir al vencedor, con la eficacia de los ejecutantes chilenos y la sólida actuación del portero Cristopher Toselli quién atajó los tiros de Domagoj Antolić y de Mirko Marić, Chile consiguió pasar a la final dejando en la desazón a los europeos por haber estado tan cerca de lograr el triunfo. En el partido por el tercer puesto los croatas se enfrentaron a los locales quienes venían de perder por 2 a cero ante Islandia. El primer tiempo fue favorable para los dirigidos de Čačić, quienes expresaron su dominio no solo en la cancha sino también en el marcador al ponerse en ventaja merced a la anotación de Luka Ivanusec, a pesar de esto los chinos no se rindieron y fueron en busca del gol del empate, llegando este finalmente cerca del término del cotejo tras un cabezazo de Wang Jingbin al minuto 89. Teniendo que recurrir una vez más a los penales, Croacia se mostró más preciso convirtiendo sus 2 primeros tiros al igual que China, posteriormente ambos elencos fallarían sus remates siendo el primero un lanzamiento que dio en el travesaño de Antonio Perosević y el otro un remate atajado de Fan Xiaodong, luego ambos equipos volverían a convertir sus penales, para que finalmente el tiro de Josip Misić fuera tapado por Shi Xiaontan y luego Wang Jinxian anotara el 4:3 definitivo en la serie, terminando al final Croacia cuarto y último en la competición pese a haber acabado invicto.

## Lista de jugadores

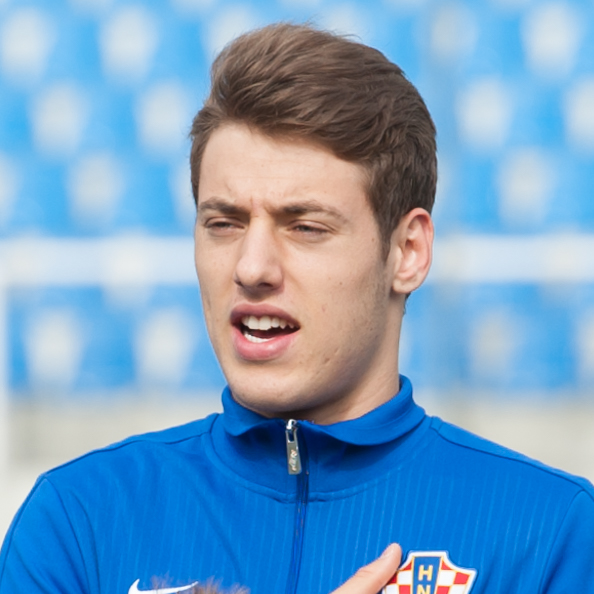
Nikola Vlašić junto a Mate Maleš fueron los jugadores que quedaron fuera de la competición en el último momento.

La nómina de Croacia sufrió unos cambios antes del inicio del torneo realizado en Asia, esto porque originalmente los jugadores Mate Maleš y Nikola Vlašić estaban incluidos en la plantilla que viajaría a China, sin embargo 22 de diciembre de 2016 la HNS entregó un comunicado a través de su página web en la cual informaba que los mismos no asistirían a la competencia, debido a esto el entrenador Ante Čačić llamó en reemplazo a Fran Tudor del Hajduk Split y a Luka Ivanušec del Lokomotiva Zagreb. A continuación la nómina de jugadores que fueron llamados para la competición. Los datos expuestos en el cuadro son cifras anteriores a la realización del torneo.
| N.º                | Nombre              | Posición      | Edad    | PJ | Goles | Club              |
| ------------------ | ------------------- | ------------- | ------- | -- | ----- | ----------------- |
| 1                  | Dominik Livakovic   | Portero       | 21 años | 0  | 0     | Dinamo Zagreb     |
| 12                 | Andrej Prskalo 2.o  | Portero       | 29 años | 0  | 0     | HNK Rijeka        |
| 3                  | Borna Barišić       | Defensa       | 24 años | 0  | 0     | NK Osijek         |
| 4                  | Toni Datković       | Defensa       | 23 años | 0  | 0     | FC Koper          |
| 5                  | Mateo Barać         | Defensa       | 22 años | 0  | 0     | NK Osijek         |
| 6                  | Nikola Matas        | Defensa       | 29 años | 0  | 0     | NK Osijek         |
| 13                 | Jakov Filipovic     | Defensa       | 24 años | 0  | 0     | Inter Zaprešić    |
| 17                 | Josip Juranović     | Defensa       | 21 años | 0  | 0     | Hajduk Split      |
| 19                 | Josip Pivarić       | Defensa       | 27 años | 9  | 0     | Dinamo Zagreb     |
| 7                  | Mario Šitum         | Mediocampista | 24 años | 0  | 0     | Dinamo Zagreb     |
| 8                  | Domagoj Antolić 3.o | Mediocampista | 26 años | 1  | 0     | Dinamo Zagreb     |
| 10                 | Franko Andrijašević | Mediocampista | 25 años | 1  | 0     | HNK Rijeka        |
| 14                 | Luka Ivanušec       | Mediocampista | 18 años | 0  | 0     | Lokomotiva Zagreb |
| 15                 | Josip Mišić         | Mediocampista | 22 años | 0  | 0     | HNK Rijeka        |
| 16                 | Fran Tudor          | Mediocampista | 21 años | 0  | 0     | Hajduk Split      |
| 18                 | Filip Ozobić        | Mediocampista | 25 años | 0  | 0     | Gabala FC         |
| 9                  | Mirko Marić         | Delantero     | 21 años | 0  | 0     | NK Zagreb         |
| 11                 | Antonio Perošević   | Delantero     | 24 años | 0  | 0     | NK Osijek         |
| Bandera de Croacia | Ante Čačić          | Entrenador    | 63 años | 16 | 39    |                   |

## Participación

### Semifinal

#### Chile - Croacia
| 11 de enero de 2017, 19:35 h | Chile                                  | 1:1 (1:0) (4:1 p.)         | Croacia                   | Guangxi Sports Center, Nanning                     |                                                    |
|                              | 18' Pinares ·                          | Reporte                    | 76' Andrijašević ·        | Asistencia: 6.686 espectadores Árbitro(s): Fu Ming | Asistencia: 6.686 espectadores Árbitro(s): Fu Ming |
|                              |                                        | Tiros desde el punto penal |                           |                                                    |                                                    |
|                              | Vargas · Galdames · Beausejour · Ramos |                            | Pivarić · Antolić · Marić |                                                    |                                                    |

| 1          | Guardameta     | Cristopher Toselli    |       |
| 3          | Defensa        | Óscar Opazo           |       |
| 20         | Defensa        | Guillermo Maripán     |       |
| 5          | Defensa        | Paulo Díaz            |       |
| 15         | Defensa        | Jean Beausejour       |       |
| 8          | Centrocampista | Carlos Carmona        | 82'   |
| 21         | Centrocampista | César Pinares         | 82'   |
| 14         | Centrocampista | Esteban Pavez         | 90+1' |
| 7          | Centrocampista | Leonardo Valencia     |       |
| 11         | Delantero      | Eduardo Vargas        |       |
| 6          | Delantero      | José Pedro Fuenzalida | 70'   |
| Entrenador | Entrenador     | Juan Antonio Pizzi    |       |

| 1          | Guardameta     | Dominik Livakovic   |     |
| 6          | Defensa        | Nikola Matas        |     |
| 5          | Defensa        | Mateo Barać         |     |
| 13         | Defensa        | Jakov Filipovic     |     |
| 19         | Defensa        | Josip Pivarić       |     |
| 8          | Centrocampista | Domagoj Antolić     |     |
| 10         | Centrocampista | Franko Andrijašević | 89' |
| 15         | Centrocampista | Josip Mišić         |     |
| 18         | Centrocampista | Filip Ozobić        | 56' |
| 7          | Delantero      | Mario Šitum         | 64' |
| 11         | Delantero      | Antonio Perošević   | 56' |
| Entrenador | Entrenador     | Ante Čačić          |     |

| 19 | Delantero      | Álvaro Ramos   | 70'   |
| 13 | Centrocampista | Pablo Galdames | 82'   |
| 9  | Delantero      | Angelo Sagal   | 82'   |
| 17 | Centrocampista | Rafael Caroca  | 90+1' |

| 9  | Delantero      | Mirko Marić   | 56' |
| 16 | Defensa        | Fran Tudor    | 56' |
| 3  | Defensa        | Borna Barišić | 64' |
| 14 | Centrocampista | Luka Ivanusec | 89' |

| Anotado | 18' | César Pinares | 1 - 0 |

| Anotado | 76' | Franko Andrijašević | 1 - 1 |

| Eduardo Vargas  | Acierto de penal | 1 : 0 |                          |                 |
|                 |                  | 1 : 1 | Acierto de penal         | Josip Pivarić   |
|                 |                  |       |                          |                 |
| Pablo Galdames  | Acierto de penal | 2 : 1 |                          |                 |
|                 |                  | 2 : 1 | Fallo de penal (atajado) | Domagoj Antolic |
| Jean Beausejour | Acierto de penal | 3 : 1 |                          |                 |
|                 |                  | 3 : 1 | Fallo de penal (Atajado) | Mirko Maric     |
| Álvaro Ramos    | Acierto de penal | 4 : 1 |                          |                 |

| Amonestado | 52' | Filip Ozobić    |
| Amonestado | 58' | Jakov Filipovic |

| Árbitro             | Fu Ming |
| Árbitros asistentes | Ma Ji   |
| Árbitros asistentes | Cao Yi  |
| Cuarto árbitro      | Ma Ning |

| 1          | Guardameta     | Cristopher Toselli    |       |
| 3          | Defensa        | Óscar Opazo           |       |
| 20         | Defensa        | Guillermo Maripán     |       |
| 5          | Defensa        | Paulo Díaz            |       |
| 15         | Defensa        | Jean Beausejour       |       |
| 8          | Centrocampista | Carlos Carmona        | 82'   |
| 21         | Centrocampista | César Pinares         | 82'   |
| 14         | Centrocampista | Esteban Pavez         | 90+1' |
| 7          | Centrocampista | Leonardo Valencia     |       |
| 11         | Delantero      | Eduardo Vargas        |       |
| 6          | Delantero      | José Pedro Fuenzalida | 70'   |
| Entrenador | Entrenador     | Juan Antonio Pizzi    |       |

| 1          | Guardameta     | Dominik Livakovic   |     |
| 6          | Defensa        | Nikola Matas        |     |
| 5          | Defensa        | Mateo Barać         |     |
| 13         | Defensa        | Jakov Filipovic     |     |
| 19         | Defensa        | Josip Pivarić       |     |
| 8          | Centrocampista | Domagoj Antolić     |     |
| 10         | Centrocampista | Franko Andrijašević | 89' |
| 15         | Centrocampista | Josip Mišić         |     |
| 18         | Centrocampista | Filip Ozobić        | 56' |
| 7          | Delantero      | Mario Šitum         | 64' |
| 11         | Delantero      | Antonio Perošević   | 56' |
| Entrenador | Entrenador     | Ante Čačić          |     |

| 19 | Delantero      | Álvaro Ramos   | 70'   |
| 13 | Centrocampista | Pablo Galdames | 82'   |
| 9  | Delantero      | Angelo Sagal   | 82'   |
| 17 | Centrocampista | Rafael Caroca  | 90+1' |

| 9  | Delantero      | Mirko Marić   | 56' |
| 16 | Defensa        | Fran Tudor    | 56' |
| 3  | Defensa        | Borna Barišić | 64' |
| 14 | Centrocampista | Luka Ivanusec | 89' |

| Anotado | 18' | César Pinares | 1 - 0 |

| Anotado | 76' | Franko Andrijašević | 1 - 1 |

| Eduardo Vargas  | Acierto de penal | 1 : 0 |                          |                 |
|                 |                  | 1 : 1 | Acierto de penal         | Josip Pivarić   |
|                 |                  |       |                          |                 |
| Pablo Galdames  | Acierto de penal | 2 : 1 |                          |                 |
|                 |                  | 2 : 1 | Fallo de penal (atajado) | Domagoj Antolic |
| Jean Beausejour | Acierto de penal | 3 : 1 |                          |                 |
|                 |                  | 3 : 1 | Fallo de penal (Atajado) | Mirko Maric     |
| Álvaro Ramos    | Acierto de penal | 4 : 1 |                          |                 |

| Amonestado | 52' | Filip Ozobić    |
| Amonestado | 58' | Jakov Filipovic |

| Árbitro             | Fu Ming |
| Árbitros asistentes | Ma Ji   |
| Árbitros asistentes | Cao Yi  |
| Cuarto árbitro      | Ma Ning |

|  |

### Definición del tercer puesto

#### China - Croacia
| 14 de enero de 2017, 15:35 | China                                                                  | 1:1 (0:1) (4:3 p.)         | Croacia                                          | Guangxi Sports Center, Nanning                           |                                                          |
|                            | Wang Jingbin 89'                                                       | Reporte                    | Ivanušec 36'                                     | Asistencia: 25 576 espectadores Árbitro(s): Ko Hyung-jin | Asistencia: 25 576 espectadores Árbitro(s): Ko Hyung-jin |
|                            |                                                                        | Tiros desde el punto penal |                                                  |                                                          |                                                          |
|                            | Yin Hongbo · Chi Zhongguo · Fan Xiaodong · Wang Jingbin · Wang Jinxian |                            | Pivarić · Ozobić · Perošević · Juranović · Mišić |                                                          |                                                          |

| 1          | Guardameta     | Shi Xiaontan   |     |
| 13         | Defensa        | Deng Hanwen    |     |
| 6          | Defensa        | Gao Zhunyi     | 46' |
| 5          | Defensa        | Yang Shanping  | 65' |
| 3          | Defensa        | Pei Shuai      |     |
| 21         | Centrocampista | Hui Jiakang    | 76' |
| 4          | Centrocampista | Fan Xiaodong   |     |
| 8          | Centrocampista | Cai Huikang    | 46' |
| 11         | Centrocampista | Yin Hongbo     |     |
| 17         | Delantero      | Cui Min        |     |
| 15         | Delantero      | Chi Zhongguo   |     |
| Entrenador | Entrenador     | Marcello Lippi |     |

| 12         | Guardameta     | Andrej Prskalo  |       |
| 17         | Defensa        | Josip Juranović |       |
| 4          | Defensa        | Toni Datković   |       |
| 13         | Defensa        | Jakov Filipovic |       |
| 3          | Defensa        | Borna Barišić   | 90+1' |
| 15         | Centrocampista | Josip Misić     |       |
| 8          | Centrocampista | Domagoj Antolić | 65'   |
| 14         | Centrocampista | Luka Ivanusec   | 80'   |
| 19         | Centrocampista | Josip Pivarić   |       |
| 16         | Delantero      | Fran Tudor      | 68'   |
| 9          | Delantero      | Mirko Marić     | 46'   |
| Entrenador | Entrenador     | Ante Čačić      |       |

| 14 | Centrocampista | Feng Gang    | 46' |
| 10 | Centrocampista | Hu Rentian   | 46' |
| 20 | Centrocampista | Wang Jinxian | 65' |
| 7  | Delantero      | Wang Jingbin | 76' |

| 10 | Centrocampista | Franko Andrijašević | 46'   |
| 11 | Delantero      | Antonio Perosević   | 65'   |
| 7  | Centrocampista | Mario Situm         | 68'   |
| 6  | Defensa        | Nikola Matas        | 80'   |
| 18 | Centrocampista | Filip Ozobić        | 90+1' |

|              |                          | 0:1 | Acierto de penal         | Josip Pivarić     |  |  |
| Yin Hongbo   | Acierto de penal         | 1:1 |                          |                   |  |  |
|              |                          | 1:2 | Acierto de penal         | Filip Ozobić      |  |  |
| Chi Zhongguo | Acierto de penal         | 2:2 |                          |                   |  |  |
|              |                          | 2:2 | Fallo de penal (Fallado) | Antonio Perosević |  |  |
| Fan Xiaodong | Fallo de penal (Atajado) | 2:2 |                          |                   |  |  |
|              |                          | 2:3 | Acierto de penal         | Josip Juranović   |  |  |
| Wang Jingbin | Acierto de penal         | 3:3 |                          |                   |  |  |
|              |                          | 3:3 | Fallo de penal (Atajado) | Josip Misić       |  |  |
| Wang Jinxian | Acierto de penal         | 4:3 |                          |                   |  |  |

| Amonestado | 44' | Hui Jiakang |

| Amonestado | 48' | Fran Tudor      |
| Amonestado | 53' | Domagoj Antolić |

| Anotado | 89' | Wang Jingbin | 1 - 1 |

| Anotado | 36' | Luka Ivanusec | 0 - 1 |

| Árbitro             | Ko Hyung-jin   |
| Árbitros asistentes | Kim Young-ha   |
| Árbitros asistentes | Kwang-yeol     |
| Cuarto árbitro      | Kim Jong-hyeok |

| 1          | Guardameta     | Shi Xiaontan   |     |
| 13         | Defensa        | Deng Hanwen    |     |
| 6          | Defensa        | Gao Zhunyi     | 46' |
| 5          | Defensa        | Yang Shanping  | 65' |
| 3          | Defensa        | Pei Shuai      |     |
| 21         | Centrocampista | Hui Jiakang    | 76' |
| 4          | Centrocampista | Fan Xiaodong   |     |
| 8          | Centrocampista | Cai Huikang    | 46' |
| 11         | Centrocampista | Yin Hongbo     |     |
| 17         | Delantero      | Cui Min        |     |
| 15         | Delantero      | Chi Zhongguo   |     |
| Entrenador | Entrenador     | Marcello Lippi |     |

| 12         | Guardameta     | Andrej Prskalo  |       |
| 17         | Defensa        | Josip Juranović |       |
| 4          | Defensa        | Toni Datković   |       |
| 13         | Defensa        | Jakov Filipovic |       |
| 3          | Defensa        | Borna Barišić   | 90+1' |
| 15         | Centrocampista | Josip Misić     |       |
| 8          | Centrocampista | Domagoj Antolić | 65'   |
| 14         | Centrocampista | Luka Ivanusec   | 80'   |
| 19         | Centrocampista | Josip Pivarić   |       |
| 16         | Delantero      | Fran Tudor      | 68'   |
| 9          | Delantero      | Mirko Marić     | 46'   |
| Entrenador | Entrenador     | Ante Čačić      |       |

| 14 | Centrocampista | Feng Gang    | 46' |
| 10 | Centrocampista | Hu Rentian   | 46' |
| 20 | Centrocampista | Wang Jinxian | 65' |
| 7  | Delantero      | Wang Jingbin | 76' |

| 10 | Centrocampista | Franko Andrijašević | 46'   |
| 11 | Delantero      | Antonio Perosević   | 65'   |
| 7  | Centrocampista | Mario Situm         | 68'   |
| 6  | Defensa        | Nikola Matas        | 80'   |
| 18 | Centrocampista | Filip Ozobić        | 90+1' |

|              |                          | 0:1 | Acierto de penal         | Josip Pivarić     |  |  |
| Yin Hongbo   | Acierto de penal         | 1:1 |                          |                   |  |  |
|              |                          | 1:2 | Acierto de penal         | Filip Ozobić      |  |  |
| Chi Zhongguo | Acierto de penal         | 2:2 |                          |                   |  |  |
|              |                          | 2:2 | Fallo de penal (Fallado) | Antonio Perosević |  |  |
| Fan Xiaodong | Fallo de penal (Atajado) | 2:2 |                          |                   |  |  |
|              |                          | 2:3 | Acierto de penal         | Josip Juranović   |  |  |
| Wang Jingbin | Acierto de penal         | 3:3 |                          |                   |  |  |
|              |                          | 3:3 | Fallo de penal (Atajado) | Josip Misić       |  |  |
| Wang Jinxian | Acierto de penal         | 4:3 |                          |                   |  |  |

| Amonestado | 44' | Hui Jiakang |

| Amonestado | 48' | Fran Tudor      |
| Amonestado | 53' | Domagoj Antolić |

| Anotado | 89' | Wang Jingbin | 1 - 1 |

| Anotado | 36' | Luka Ivanusec | 0 - 1 |

| Árbitro             | Ko Hyung-jin   |
| Árbitros asistentes | Kim Young-ha   |
| Árbitros asistentes | Kwang-yeol     |
| Cuarto árbitro      | Kim Jong-hyeok |

|  |

## Estadísticas

### Participación de jugadores
| #  | Nombre              | Posición      | PJ | Min |   |   |   |
| -- | ------------------- | ------------- | -- | --- | - | - | - |
| 1  | Dominik Livakovic   | Portero       | 1  | 90  | 0 | 0 | 0 |
| 12 | Andrej Prskalo      | Portero       | 1  | 90  | 0 | 0 | 0 |
| 3  | Borna Barišić       | Defensa       | 2  | 117 | 0 | 0 | 0 |
| 4  | Toni Datković       | Defensa       | 1  | 90  | 0 | 0 | 0 |
| 5  | Mateo Barać         | Defensa       | 1  | 90  | 0 | 0 | 0 |
| 6  | Nikola Matas        | Defensa       | 2  | 100 | 0 | 0 | 0 |
| 13 | Jakov Filipovic     | Defensa       | 2  | 180 | 0 | 1 | 0 |
| 17 | Josip Juranović     | Defensa       | 1  | 90  | 0 | 0 | 0 |
| 19 | Josip Pivarić       | Defensa       | 2  | 180 | 0 | 0 | 0 |
| 7  | Mario Šitum         | Mediocampista | 2  | 86  | 0 | 0 | 0 |
| 8  | Domagoj Antolić     | Mediocampista | 2  | 155 | 0 | 1 | 0 |
| 10 | Franko Andrijašević | Mediocampista | 2  | 133 | 1 | 0 | 0 |
| 14 | Luka Ivanušec       | Mediocampista | 2  | 81  | 1 | 0 | 0 |
| 15 | Josip Mišić         | Mediocampista | 2  | 180 | 0 | 0 | 0 |
| 16 | Fran Tudor          | Mediocampista | 2  | 102 | 0 | 1 | 0 |
| 18 | Filip Ozobić        | Mediocampista | 2  | 58  | 0 | 1 | 0 |
| 9  | Mirko Marić         | Delantero     | 2  | 80  | 0 | 0 | 0 |
| 11 | Antonio Perošević   | Delantero     | 2  | 81  | 0 | 0 | 0 |

### Goleadores
| Jugador             | Equipo            | Goles |
| ------------------- | ----------------- | ----- |
| Franko Andrijašević | HNK Rijeka        | 1     |
| Luka Ivanušec       | Lokomotiva Zagreb | 1     |

### Asistentes
| Jugador    | Equipo       | Asistencias |
| ---------- | ------------ | ----------- |
| Fran Tudor | Hajduk Split | 2           |